# Relatório Condon

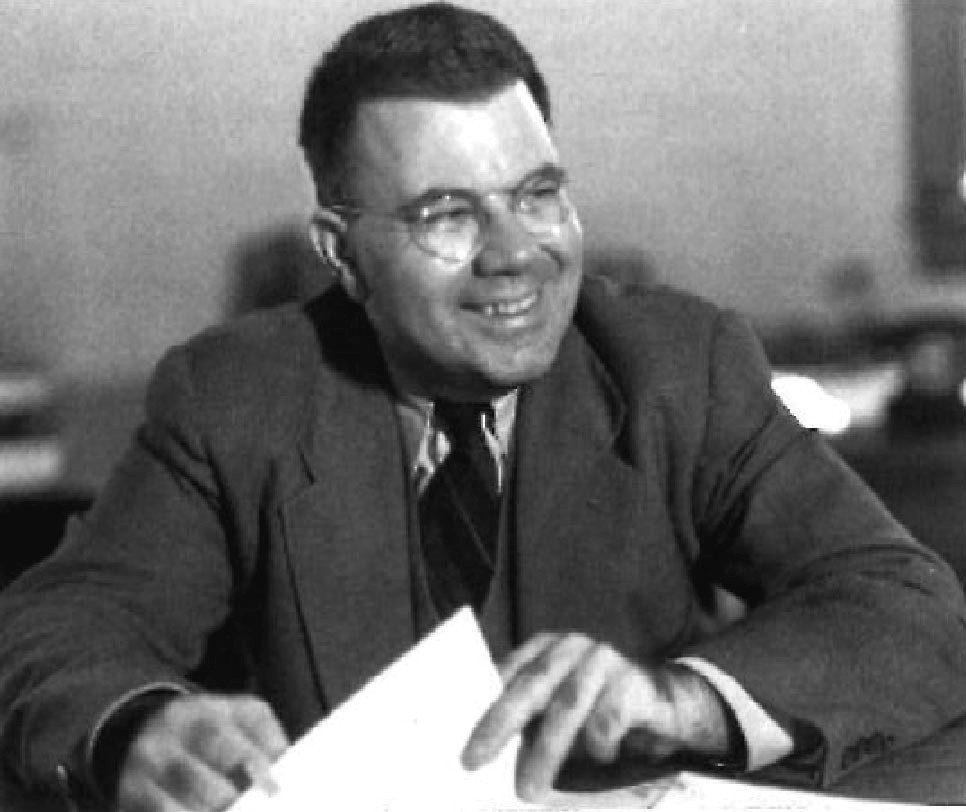
Edward U. Condon

O Relatório Condon, foi um estudo científico sobre o fenômeno dos objetos voadores não identificados (OVNI), fruto de um contrato entre a Universidade do Colorado e a Força Aérea dos Estados Unidos (USAF) que criou o University of Colorado UFO Project (Projeto OVNI Universidade do Colorado), também chamado de Comitê Condon. O diretor do projeto foi  Edward Condon, um físico distinto e influente. O relatório final recebeu o título de Scientific Study of Unidentified Flying Objects (Estudo Cientifico dos Objetos Voadores Não Identificados). De acordo com uma análise do Relatório Condon por Peter A. Sturrock,em 1987,  esse estudo, de que porém aponta várias falhas,  "tem sido e continua a ser o documento público  mais influente no que diz respeito à posição científica sobre o problema". 
A Academia Nacional de Ciências dos Estados Unidos entre outubro e novembro de 1968 montou um Painel de especialistas para avaliação do relatório, sob a presidência de Gerald Clemence da Universidade de Yale. A academia endossou o trabalho e as conclusões de Condon. Segundo os especialistas, o leque de temas do relatório foi extenso, lidando com muitos aspectos do assunto, devendo ser de grande valor para muitos estudiosos,  as análises e conclusões são pertinentes e úteis em qualquer futura avaliação da atividade neste campo. Condon, mais tarde, declarou ao New York Times em 18 de Dezembro de 1969, que a sua investigação "era um monte de disparates" e lamentava "ter-se envolvido em tal tolice".
O relatório foi apresentado a USAF em novembro de 1968, e o lançamento do relatório no formato de livro em janeiro de 1969.

## Antecedentes
Entre 1952 e 1970, a USAF manteve o Projeto Livro Azul, uma inciativa para o estudo dos OVNI, com dois objetivos: determinar se eram uma ameaça à segurança dos Estados Unidos e analisar cientificamente os dados coletados. O consultor do projeto, o astrônomo J. Allen Hynek, influenciou o conselho científico da Força Aérea americana (Air Force Scientific Advisory Board), que criou o Comitê O'Brien. Esse comitê recomendou em fevereiro de 1966 o aprofundamento da investigação do fenômeno OVNI, com a contratação de universidades, em cooperação com o Projeto Livro Azul. Logo depois, em março, observações de objetos discoides em Dexter (Michigan), relatados por policiais e deputados, causaram grande polêmica no país, com envolvimento de Gerald Ford, futuro presidente americano, e na época congressista. O assunto foi tratado no Comitê das Forças Armadas do Congresso, com a convocação de Hynek, do secretário das Forças Armadas e do chefe do Projeto Livro Azul. Nessa ocasião, Hynek apoiou as recomendações do Comitê O'Brien. Em maio a Força Aérea começou a procurar universidades interessadas no projeto e em outubro de 1966 fechou o contrato com a Universidade do Colorado, no valor de $ 313.000 por um período de 15 meses.

## Estrutura do relatório
O relatório final do estudo foi publicado originalmente com direitos de autor em 1968 pelos Regentes da Universidade do Colorado, um órgão corporativo da instituição. Posteriormente, foi publicado em relatórios da Força Aérea dos Estados Unidos e outras agências governamentais. Foi publicado comercialmente pela Bantam Books em 1969, num total de 965 páginas. 
Estruturado em sete seções, sendo que a terceira seção continha todo o trabalho de campo, distribuído em sete capítulos:
- Seção I – Conclusões e Recomendações, por Edward Condon;

- Seção II – Sumário do Estudo, por Edward Condon;

- Seção III – O Trabalho do Projeto Colorado:

Capítulo I – Estudo de Campo, por Roy Craig
Capítulo II – Evidência Fotográfica, por Willian Hartmann
Capítulo III – Evidência Física Direta, por Roy Craig
Capítulo IV – Evidência Física Indireta, por Roy Craig
Capítulo V – Análises Ótica/Radar, por Gordon Thayer
Capítulo VI – Observações de Astronautas, por Franklin Roach
Capítulo VII – Atitude do Público, por Aldora Lee;
- Seção IV - Casos Estudados;

- Seção V - Aspectos Históricos do Fenômeno OVNI;

- Seção VI - O Contexto Científico;

- Seção VII - Apêndices.

## Classificação dos casos
Segundo o estudo, os relatos de observações de OVNI, geralmente trazem poucas informações que auxiliem a descobrir a verdadeira natureza do objeto avistado. Quando informações específicas que descrevem um objeto não identificável são apresentadas, "a fiabilidade dessa informação também deve ser avaliada, sendo necessária alguma corroboração ou verificação independente".
Durante as investigações das equipes de campo, em uma grande variedade de situações não foi possível se estabelecer identificações firmes e a falta de provas tornaram esses casos totalmente inconclusivos. O relatório coloca que esses casos inconclusivos podem não ter sido identificados como fenômenos comuns, por causa da falta de informação adequada. No entanto, alerta que alguns casos intrigantes envolveriam testemunhos de valor, que descreveriam experiências que só poderiam ser explicadas em termos da presença de veículos estranhos e as conclusões a respeito deles dependeriam inteiramente do crédito a que se daria ao testemunho pessoal. Quanto aos testemunhos registrados logo após o relato, esses poderiam ser considerados de maior confiabilidade, do que os relatos coletados entre dois a 20 anos mais tarde, "tanto por causa de falhas de memória e por causa de uma tendência à cristalização da história após repetidos relatos".
O projeto concentrou suas investigações de campo nos relatórios OVNI na época considerados atuais, nos quais poderiam coletar testemunhos e provas num horizonte inicial de vinte e quatro horas.
Roy Craig agrupou as investigações de casos de campo em seis grupos,  da seguinte forma:

### A - Investigação Típica
São aqui englobadas aquelas situações em que, embora as equipes de campo encontrassem uma grande variedade de casos e muitas vezes pudessem estabelecer identificações firmes, a falta de evidência tornou  a investigação totalmente inconclusiva. São citados como exemplo os Casos 10, 29 e 39.
Caso 10: Perto de Haynesville, uma família observou uma luz pulsante, que mudou de um brilho vermelho-alaranjado para um brilho branco, iluminando a floresta nos dois lados da estrada. O motorista teve que proteger os olhos. Um pouco mais adiante, teria parado o carro e, de fora do automóvel, observou a luz, que voltou ao seu brilho original. A luz continuava lá quando parou de observar e saiu da área cerca de cinco minutos depois. A fonte não foi identificada.
Caso 29: Houve uma série de numerosos testemunhos de avistamentos na região de Cape Ann, Estado de Massachusetts, de um estranho objeto descrito como grande e com inúmeras luzes que apareciam e desapareciam em seguida. A equipe de campo não identificou o que havia sido visto. Mais tarde verificou-se que a tripulação de um avião militar tinha largado 16 sinalizadores brancos, coincidindo com o tempo e local dos avistamentos. Foi sugerido que o "objeto" que encerrava a série de luzes fosse construído pela imaginação.
Caso 39: um observador solitário informou que seu carro tinha sido paralisado por um OVNI que ele observou passando pela estrada na sua frente. Embora o projeto não investigasse casos de observação única, este apresentou a oportunidade de verificar o carro para ver se ele havia sido submetido a um campo magnético forte. Mostrou-se que não tinha. Sem outro meio de obter informações adicionais, os investigadores ficaram com a questão em aberto.

### B - Brincadeiras e Embustes

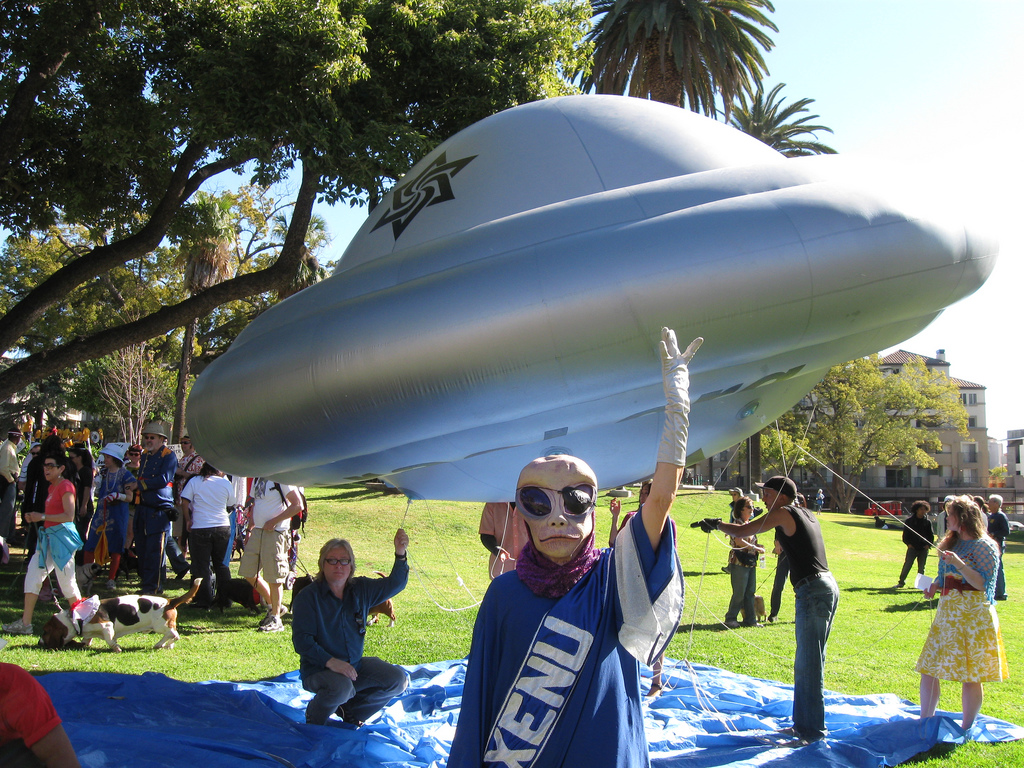
Balão de gás na forma de disco voador.

Por razões variadas, brincadeiras relacionadas a OVNI são comumente perpetradas pelos jovens de idade e de coração, por solitários e entediados. E foi constatado pelas equipes de campo que a maioria dos entrevistados são as vítimas dos brincalhões e não os próprios. Brincadeiras não descobertas, fraudes deliberadas e alucinações foram suspeitas em algumas outras investigações de campo. No estudo, os balões foram uma das principais brincadeiras que retornaram relatórios de OVNI.
Caso 23: Um piloto decolou da base aérea em um avião com um poderoso holofote móvel, com a intenção de provocar relatos de OVNI, no que foi bem-sucedido, tendo um grupo de pessoas em terra, relatado uma observação de OVNI impressionante.

### C - Brincadeiras fora de controle
O que começa como uma brincadeira desenvolve ocasionalmente uma notoriedade tão grande que o brincalhão cria uma teia de publicidade da qual não pode mais se livrar. O vínculo com a história fica tão forte que o embuste não pode mais ser admitido.
Caso 26: Um guarda de segurança idoso, aborrecido e durante o trabalho, disparou sua pistola em um tambor de óleo. O caso foi parar na polícia e o homem disse que disparou contra um OVNI em forma de charuto, contra o qual suas balas bateram e caíram de volta à terra. Sua história teve repercussão nacional. Mesmo depois de admitir à polícia que seus tiros tinham sido disparados contra o tambor a versão OVNI continuou sendo amplamente divulgada.

### D - Má interpretação ingénua
Imaginações desimpedidas, acionadas pela visão de um objeto ordinário em condições que o tornavam extraordinário, causaram relatos de OVNI com características impressionantes.
Caso 37: Um OVNI teria perseguido policiais e que o objeto havia iluminado o ambiente de tal forma que os oficiais dentro do carro podiam ler seus relógios de pulso. Um piloto de uma pequena aeronave enviada para perseguir o OVNI o viu de distanciar dele a tal velocidade que foi impossível persegui-lo. De acordo com as descrições, o objeto exibido tinha várias cores e formas. Era tão grande quanto a lua no céu. Conforme indicado no relatório detalhado deste caso, os aspectos de apoio a observação OVNI foram derrubados um por um à medida que foram investigados, apontando para Vênus como causa.

### E - Má interpretação apoiada por informação oficial errada
Quando informações oficiais dada aos observadores por representantes da Força Aérea estavam equivocadas.
Caso 28: Relatos de OVNI foram levados ao conhecimento de oficiais de uma base aérea. Eles não corrigiram a má interpretação dos observadores e ainda fizeram com que a interpretação apropriada fosse retirada da análise.

### F - Não-eventos
Eventos OVNI que foram previstos por pessoas que alegaram poderes psíquicos e de comunicação e relatos conflitantes de alegados eventos OVNI em bases da Força Aérea.
Caso 19: Uma previsão de surgimento de disco voador por um das alegadas pessoas com poderes psíquicos não se materializou, apesar de verificada.
Caso 30: Um funcionário civil de uma base aérea da Califórnia confirmou, por telefone, que houve um evento OVNI e que um relatório passou por suas mãos, sendo enviado as autoridades competentes. Essas autoridades, contatadas, insistiram que não houve nenhum evento.

## Conclusões e recomendações
As conclusões e recomendações da Seção I, escritas por Condon, são as seguintes:
- Não houve nenhuma contribuição à ciência nos últimos 21 anos de pesquisa de OVNI. 
– Estudos mais aprofundados do fenômeno provavelmente não se justificariam.
- Órgãos federais e privados, devem estar dispostos a considerar propostas de investigação de OVNI com mente aberta, sem preconceitos.
– Que naquele momento não haveria necessidade de criação de uma agência para estudo científico de OVNI, não descartando que num momento futuro isso se justificasse, caso houvesse progresso na questão.
– Que estudo de casos de OVNI mostraram que os conhecimentos da época em ótica atmosférica, propagação de ondas de rádio e eletricidade atmosférica eram incompletos, e que seu estudo científico seria importante para a segurança da aviação civil e militar.
– Que as crenças sobre OVNI podem ser de valor científico para ciências sociais e comportamentais e relatos podem ser interessantes para estudo de processos cognitivos, mas as prioridades do relatório foram outras áreas de interesse (ciências físicas), apesar de considerar que estudos com profundidade análoga aos efetuados, mas em outras áreas (ciências humanas) seria desejável.
– Que os casos de OVNI investigados não apresentaram qualquer prova que implicasse em risco a segurança nacional.
– Não haveria necessidade de manutenção do Projeto Livro Azul.
– Que afirmações sobre um segredo oficial envolvendo OVNI não eram verdadeiras, mas apenas fruto da demora na liberação de dados que precisam antes serem melhores avaliados.
- O assunto havia sido amplamente mal apresentado ao público por um pequeno número de indivíduos que deram versões sensacionalistas em seus escritos e palestras públicas.
- Um problema relacionado seria a deseducação nas escolas que decorre do incentivo a leitura de livros de OVNIs e artigos de revistas do tipo referido anteriormente, prejudicando o desenvolvimento de uma faculdade crítica no que diz respeito à evidência científica. Recomendou fortemente que os professores se abstivessem de fornecer literatura sobre OVNI aos alunos.

## Críticas
A maioria dos estudos de caso foram conduzidos pela equipe júnior de investigadores; os investigadores seniores conduziram uma pequena parte, e o diretor do projeto, Edward Condon, não tomou parte nas investigações. A análise do relatório mostra que existem diferenças substanciais e significativas entre as conclusões da equipe e as do diretor do projeto. Embora todos tenham sido cautelosos em suas conclusões, a equipe enfatizou os casos desafiadores e perguntas sem respostas, enquanto o diretor enfatizou a dificuldade de um estudo mais aprofundado e a probabilidade de que não há conhecimento científico a ser adquirido.
Algumas observações de OVNIs mais provocantes e inexplicáveis estão praticamente escondidas entre extensas discussões de casos explicados e material de formação técnica, muitas vezes supérfluos. Que a equipe do projeto recolheu e analisou um subconjunto significativo de fatos relevantes que podem influir sobre a questão OVNI. Que apresentou provas importantes que parecem justificar uma investigação científica em áreas especializadas, portanto, os fatos investigados não estão sujeitos à críticas, mas sim a quanto a sua organização e interpretação.
Comenta Thornton Page que entre 90 a 95 por cento das observações de OVNI são facilmente explicadas, mas há casos bem documentados entre os outros 5 ou 10 por cento que podem ser altamente significativos. Estes podem indicar novos fenômenos atmosféricos, ou visitantes extraterrestres com tecnologia muito superior a nossa. Esses dados significativos deveriam ser estudados. Portanto, segundo os críticos, as investigações da Força Aérea deveriam continuar.
O American Institute of Aeronautics and Astronautics (AIAA) esteve entre os que registaram objeções após ter passado mais de um ano a estudar o  relatório Condon. O AIAA declarou que o resumo de Condon não reflectia as conclusões do relatório, mas em vez disso revelava  muitas das suas conclusões pessoais. O AIAA achou que  um fenómeno com um rácio tão elevado de casos inexplicados (cerca de 30% segundo o próprio relatório) devia suscitar curiosidade suficiente para continuar o seu estudo.
O astrónomo J. Allen Hynek afirmou que "o Relatório Condon não resolveu nada" e chamou-lhe volumoso, divagante e mal organizado. Ele chamou a introdução de Condon de "singularmente tendenciosa" e escreveu que nela Condon  "evitou mencionar que havia um mistério remanescente dentro das entranhas do relatório; que o comitê tinha sido incapaz de fornecer explicações adequadas para mais de um quarto dos casos examinados".:239-243 Hynek nota que o programa examinou apenas 90 casos (3 eram observações de astronautas), desprezando milhares que estavam disponíveis. Desses 90 casos, 40 eram apenas os mais recentes (do ano de 1967), não tendo sido dada atenção aos 20 anos prévios e aos seus milhares de relatos. Catorze desses 90 casos já tinham sido examinados pelo projecto Blue Book, e classificados como equívocos, pelo que o astrónomo pensa que não deveriam ser reexaminados, mas sim examinados novos casos de entre os que o Blue Book não conseguira deslindar.:241-243,252-254
Apenas 10 dos chamados "encontros imediatos", os mais interessantes para Hynek, foram investigados: seis não foram explicados, dois foram inconclusivos, um foi considerado "psicológico" e o outro era definitivamente Vénus.:241-243,252-254
J. Hynek afirma que Condon não entendeu a natureza e o alcance do problema estudado. Cita W. T. Powers, que afirma que Condon usa como ilustrações exclusivamente os casos disparatados, fáceis de explicar ou mal relatados, sem uma única palavra sobre o facto de  os seus colegas apresentarem, no mesmo volume, casos que resistiram às tentativas de explicação mais meticulosas. A possibilidade de avistamento por radar de um OVNI por um aparelho de radar a funcionar corretamente em condições atmosféricas normais não é de todo mencionada.:258